# لا تبتعد عن قلبي (أغنية)
 لا تبتعد عن قلبي (بالإنجليزية: Don't Take Away My Heart)‏ هي أغنية للمجموعة الموسيقية الألمانية مودرن توكينغ. تم إصداره في مايو 2000 باعتباره الأغنية الثانية والأخيرة من ألبومهم التاسع، عام التنين.

## قائمة التشغيل
CD-Maxi Hansa 74321 75448 2 (BMG) / EAN 0743217544829 02.05.2000
1. «لا تبتعد عن قلبي» (النسخة الصوتية الجديدة) - 3:54
2. «لا تبتعد عن قلبي» (نسخة راب) - 3:26
3. «السفر إلى القمر» (نسخة راب) - 3:07
4. " Modern Talking Megamix 2000 " - 5:15